# Юссуф М'Шангама
Юссуф Якуб М'Шангама (фр. Youssouf Yacoub M'Changama, нар. 29 серпня 1990, Марсель) — коморський і французький футболіст, півзахисник «Труа» та збірної Коморських островів.

## Біографія

### Клубна кар'єра
Вихованець клубу «Седан», де з 2009 року став брати участь у матчах резервної команди, будучи капітаном, а у наступному сезоні 2010/11 грав за резервну команду «Труа», взявши участь у 24 іграх другого дивізіону Аматорського чемпіонату Франції, забивши два м'ячі.
У березні 2012 року підписався угоду з англійським клубом «Олдем Атлетік», що виступав у Першій лізі, третьому за рівнем дивізіоні країни. Свій перший професійний матч Юссуф провів 10 березня, вийшовши на заміну у грі проти «Йовіл Тауна» (1:2) і загалом до кінця сезону 2012/13 провів за клуб 26 ігор в чемпіонаті, забивши 2 голи.
У червні 2013 року перебував на перегляді у болгарському ЦСКА (Софія), втім контракт не підписав і наступного місяця приєднався до клубу «Арбаа», новачка вищого алжирського дивізіону, де грав до кінця року.
На початку 2014 року повернувся до Франції, де став грати за клуби третього дивізіону «Юзес» та «Марсель Консоля», а влітку 2016 року став гравцем клубу Ліги 2 «Газелек Аяччо».
23 червня 2018 року він приєднався до іншої команди цього дивізіону «Гренобль», підписавши угоду на 2 роки, втім вже 3 вересня 2019 року підписав контракт на два роки з «Генгамом», який саме вилетів до Ліги 2, де став капітаном команди.

### Міжнародна кар'єра
Маючи подвійне громадянство, Юссуф М'Шангама вирішив погодитись представляти Коморські острови і 9 жовтня 2010 року в грі кваліфікації до Кубка африканських націй 2012 року проти Мозамбіку (0:1) дебютував у складі збірної Коморських островів.
М'Шангама допоміг збірній вперше в історії вийти на Кубок африканських націй 2021 року, де забив гол зі штрафного в матчі 1/8 фіналу проти Камеруну, країни-господаря. Втім сам матч виявився скандальним, оскільки Коморські острови через травму основного воротаря і позитивних тестів на Covid-19 у двох запасних змушені були відіграти повний матч з польовим гравцем на позиції воротаря, яким став захисник Шакер Альхадур, через що островитяни програли 1:2 і вилетіли з турніру.

## Особисте життя
Він є молодшим братом Мохамеда М'Шангама, футболіста, який також є гравцем збірної Коморських островів.